# Степана Разина (Волгоградская область)
Степана Разина — посёлок в Ленинском районе Волгоградской области, в составе Покровского сельского поселения.

## История
Дата основания не установлена[кем?]. Первоначально[когда?]

 известен как хутор Переваев. В частности, под данным названием хутор отмечен на карте генштаба РККА 1941 года. Под этим же названием хутор значится в списке населённых пунктов Ленинского района за 1939 год (в составе Покровского сельсовета). Однако в «Списке населенных пунктов Сталинградской области на 1 апреля 1945 года» значится как колхоз имени Степана Разина. Согласно данным справочника административно-территориального деления на 1 июля 1968 года значится как посёлок Степана Разина.

## География
Посёлок расположен в пределах Волго-Ахтубинской поймы, являющейся частью Прикаспийской низменности, на правом берегу ерика Булгаков. Северо-западнее и восточнее посёлка имеются островки пойменного леса, в 2 км к северо-востоку расположено болото Кунаковское. Посёлок расположен на высоте около 10 метров ниже уровня моря.
По автомобильным дорогам расстояние до областного центра города Волгограда составляет 67 км, до районного центра города Ленинск — 32 км, до административного центра сельского поселения села Покровка — 5,3 км, в 3 км восточнее расположен посёлок Горная Поляна.
Часовой пояс
Степана Разина, как и вся Волгоградская область, находится в часовой зоне МСК (московское время). Смещение применяемого времени относительно UTC составляет +3:00.

## Население
Динамика численности населения по годам:
| 1987 | 2002 | 2010 |
| ---- | ---- | ---- |
| ≈310 | 271  | 198  |